# Aphrophila
Aphrophila es un género de dípteros nematóceros perteneciente a la familia Limoniidae.

## Especies
- Contiene las siguientes especies:
- A. amblydonta Alexander, 1971
- A. antennata Alexander, 1953
- A. aurantiaca Alexander, 1944
- A. bidentata Alexander, 1968
- A. carbonaria Alexander, 1931
- A. chilena Alexander, 1928
- A. coronata Alexander, 1944
- A. flavopygialis (Alexander, 1922)
- A. luteipes Alexander, 1926
- A. monacantha Alexander, 1926
- A. multidentata Alexander, 1931
- A. neozelandica (Edwards, 1923)
- A. subterminalis Alexander, 1967
- A. tridentata Alexander, 1926
- A. trifida Alexander, 1926
- A. triton (Alexander, 1922)
- A. viridinervis Alexander, 1934
- A. vittipennis Alexander, 1925